# Islas de Gigantes
Islas de Gigantes is  een eilandengroep in de Filipijnen.

## Topografie
De groep bestaat uit 10 kleine eilanden in de Visayanzee op zo'n 18 kilometer afstand ten oosten van de kust van het eiland Panay in de centrale Filipijnse regio Visayas. De twee grootste eilanden zijn Gigantes Norte en Gigantes Sur. Deze twee eilanden worden gescheiden door ongeveer 800 meter water. Daarnaast bestaat de groep uit Bulubadiang, Gigantillo en Gigantuna ten zuidoosten van Gigantes Norte en Antonia, Bantigui, Cabugao, Tanguingui en Turnina ten zuiden van Gigantes Sur. Ongeveer 6 kilometer ten westen van Gigantes Sur ligt het eiland Balbagon. 

## Bestuurlijke indeling
Islas de Gigantes behoort in zijn geheel tot de Filipijnse gemeente Carles in de provincie Iloilo. De eilandengroep is bestuurlijk gezien opgedeeld in vier barangays: Asluman en Granada op Gigantes Norte en Lantangan en Gabi op Gigantes Sur.
Bij de census in 2015 telde de eilandengroep bijna 14 duizend inwoners.